# Harm Smeenge
Harm Smeenge (Assen, 25 mei 1852 - Assen, 9 mei 1935) was een Nederlands liberaal politicus. Hij bekleedde gedurende zijn carrière diverse functies. Zo was hij rechter, griffier, leraar aan de RHBS Meppel, lid van de Eerste en Tweede Kamer, lid van Kamer- en Staatscommissies en bekleedde hij  bestuursfuncties in de zakelijke sector.

## Biografie
Harm Smeenge werd geboren in Assen in 1852 en volgde daar het gymnasium. Hij studeerde in Groningen en promoveerde in 1877 tot doctor in het Romeins en hedendaags recht. Hij vestigde zich als advocaat in Assen en deed tevens dienst als klerk aan de arrondissementsrechtbank aldaar. In 1879 werd hij griffier bij het kantongerecht van Meppel. Van 1890 tot 1900 was hij kantonrechter te Hoogeveen en nadien tot 1929 griffier bij het Gerechtshof Amsterdam.
In Meppel werd Smeenge lid van de gemeenteraad en in 1886 nam hij namens het kiesdistrict Assen plaats in de Tweede Kamer. Vanaf 1888 was hij Tweede Kamerlid voor het district Meppel, wat hij bleef tot 1919. Van 1907 tot 1914 was hij bovendien Statenlid in Noord-Holland en vanaf 1920 tot zijn dood in 1935 was hij lid van de Eerste Kamer. Hij was lid van de Liberale Unie en na het opgaan van de Liberale Unie in de Vrijheidsbond van die partij.
Smeenge was pleitbezorger voor de belangen van de binnenschippers, ook als voorzitter van de schippersvereniging Schuttevaer. Hij was verder onder meer actief op het gebied van het ambachtsonderwijs en in de Zuiderzeevereniging. Hij was voorzitter van het organisatiecomité van de Eerste Nederlandse Tentoonstelling op Scheepvaartgebied (ENTOS), die in 1913 werd gehouden in Amsterdam en aan de basis stond van het latere Scheepvaartmuseum.
Smeenge werd onderscheiden met benoemingen tot ridder in de Orde van de Nederlandse Leeuw en commandeur in de Orde van Oranje-Nassau en was ook grootofficier van de Leopold III Orde. Zijn dochter Henderika was een bekend voorvechtster van de vrouwenrechten en de moeder van VVD-politicus Harm van Riel.
- Toespraak van Smeenge (film, 1931)

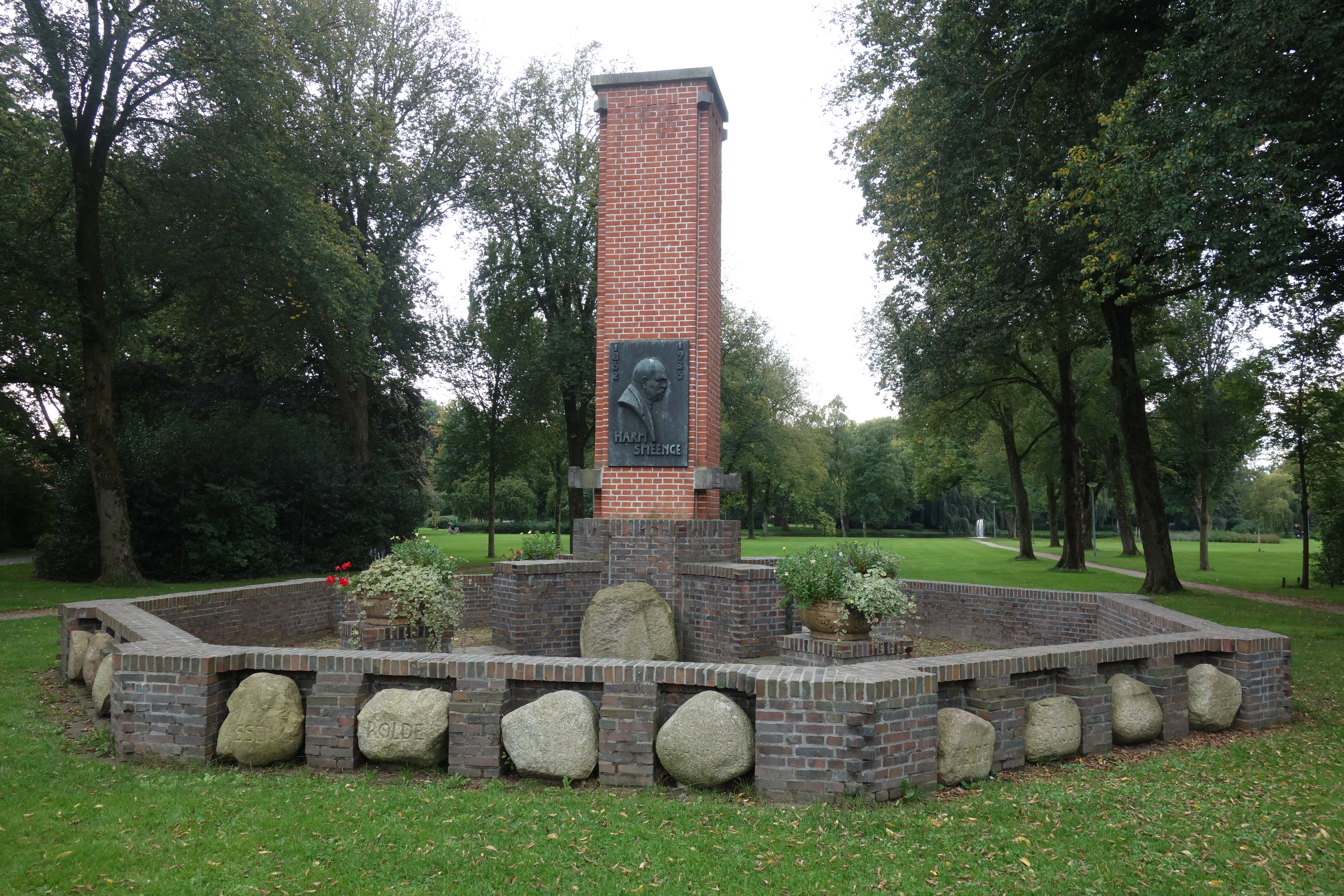
Smeenge-monument in Meppel
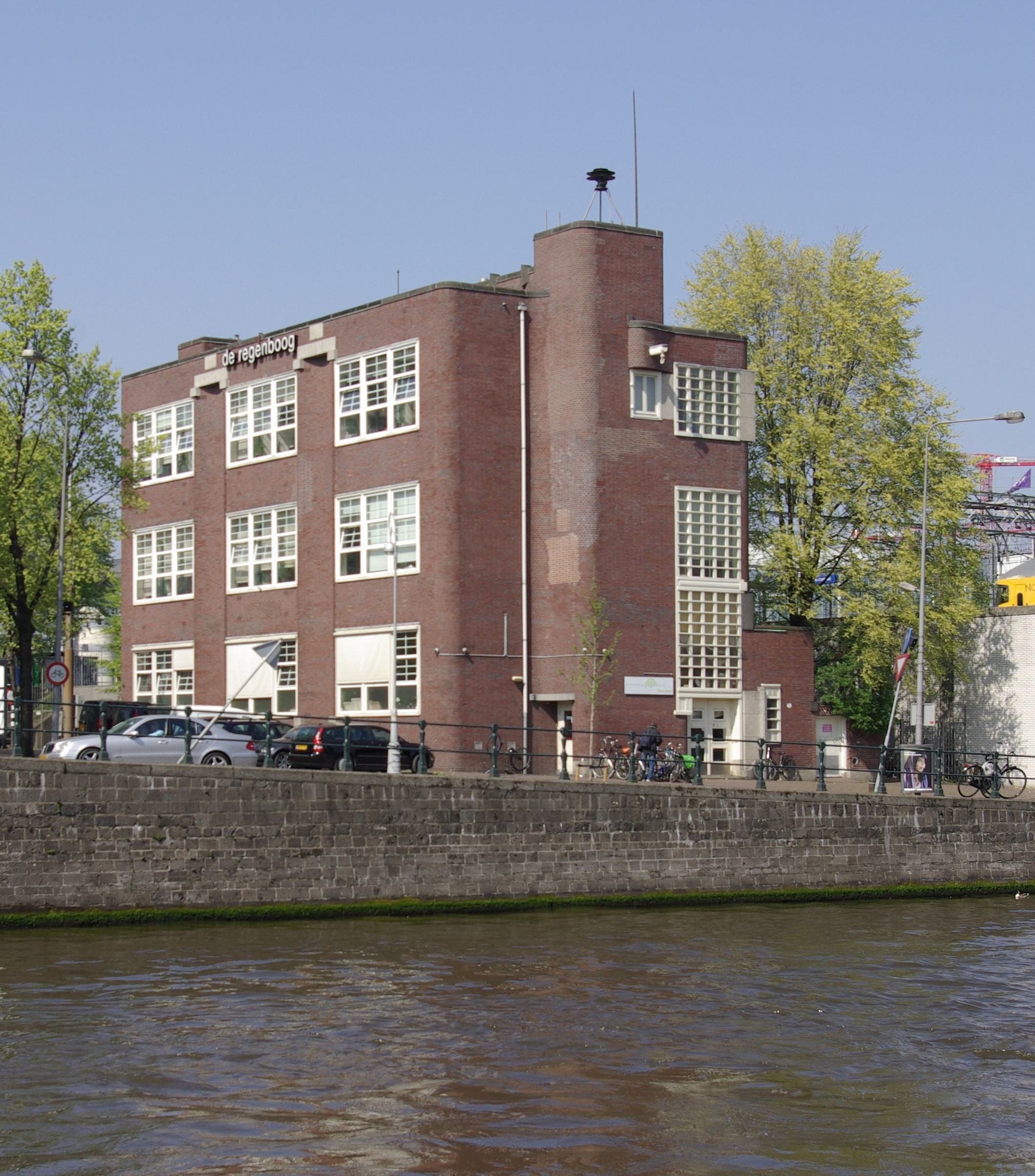
Harm Smeenge-school, Amsterdam
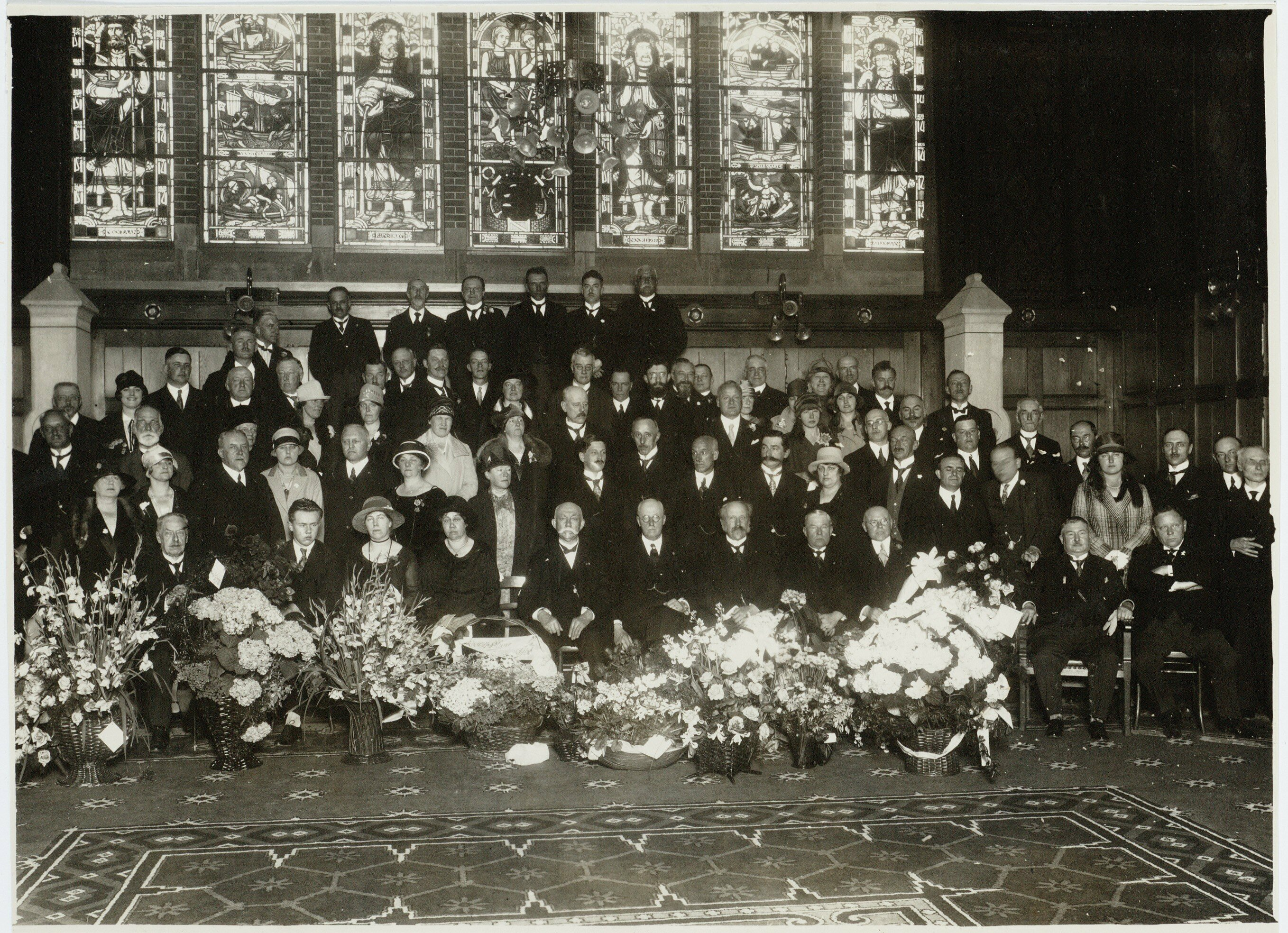
Smeenge bij zijn 75e verjaardag (nog werkzaam als griffier)

- Biografisch Portaal: 52173061
- International Standard Name Identifier: 0000 0003 9006 4608
- Nederlandse Thesaurus van Auteursnamen: 074087886
- Parlement.com: vg09ll8wrcz2
- Virtual International Authority File: 283627641
- WorldCat: E39PBJhCM4y3CFYRY6K7ykHBfq